# Eilema coreana
Eilema coreana là một loài bướm đêm thuộc phân họ Arctiinae, họ Erebidae.